# Lia Kamber
Lia Jara Kamber (* 30. Januar 2006) ist eine Schweizer Fussballspielerin. Sie spielt für den FC Basel und gehört zum Kader der Schweizer Nationalmannschaft.

## Karriere

### Verein
Lia Kamber wuchs in Cham auf und begann dort im Alter von sieben Jahren Fussball zu spielen. Bis Sommer 2022 spielte sie in Knabenmannschaften, zuerst beim FC Cham, dann beim FC Luzern und im Team Zugerland. Von 2018 bis 2021 besuchte sie die Football Academy des Schweizerischen Fussballverbands in Biel. 2022 kehrte sie zum FC Luzern zurück und wurde gleich in den Kader der ersten Mannschaft aufgenommen. Bereits in ihrer ersten Saison eroberte sie sich einen Stammplatz. In ihren ersten zwei Super-League-Spielen schoss sie je ein Tor. In der Saison 2023/24 wurde sie zur Vizekapitänin ernannt, im Cup-Halbfinal gegen Servette FC Chênois trug sie die Kapitänsbinde. Im Sommer 2024 unterschrieb sie einen Vertrag beim FC Basel. Um mehr Spielpraxis zu bekommen, blieb sie jedoch während der Hinrunde leihweise beim FC Luzern. In der Winterpause wechselte sie dann definitiv zum FCB.

### Nationalmannschaft
Kamber spielte in der U-16-, der U-17- und der U-19-Auswahl der Schweiz. Sie nahm im Mai 2023 an der U-17-Europameisterschaft in Estland teil. Die Schweiz qualifizierte sich für den Halbfinal. Kamber wurde in allen vier Spielen der Schweizerinnen über die volle Spielzeit eingesetzt.
Im Februar 2024 wurde sie von der Nationaltrainerin Pia Sundhage erstmals in den Kader der A-Nationalmannschaft berufen. Im Freundschaftsspiel gegen Polen kam sie zu ihrem ersten Einsatz. Sie wurde in der 79. Minute eingewechselt. Im Juni 2024 bestritt sie beim EM-Qualifikationsspiel gegen Ungarn ihr zweites Länderspiel.

## Persönliches
Kamber absolvierte eine KV-Ausbildung. Als ihr Vorbild nennt sie Lia Wälti.